# Bolsa de Valores de Nicaragua
Die Bolsa de Valores de Nicaragua (Börse von Nicaragua oder BVN, englisch Nicaragua Stock Exchange NSE) wurde 1994 gegründet und ist die einzige Wertpapierbörse in Nicaragua. Sie hat ihren Hauptsitz in der Hauptstadt Managua.

## Geschichte
Die BVN wurde am 31. Januar 1994 als Kooperation zwischen Nicaraguas größten Banken, Kaffee- und Zuckerproduzenten und dem Finanzministerium gegründet. Obwohl die BVN die Notierung und den Handel von Unternehmen ermöglicht, wurden bisher hauptsächlich Anleihen der wichtigsten Finanzinstitute des Landes an der Börse gehandelt. Die Laufzeiten festverzinslicher Wertpapiere an der BVN reichen von sieben Tagen bis zu über drei Jahren. Die BVN unterliegt derzeit keinen Beschränkungen für ausländische Direktinvestitionen (ADI), und es werden keine Steuern auf Einkünfte oder Kapitalgewinne aus an der BVN gehandelten Wertpapieren erhoben. Die Börse notiert alle ihre festverzinslichen Wertpapiere in US-Dollar und nicaraguanischen Córdobas.

## Mitgliedschaften
Sie ist Teil der:
- Sustainable Stock Exchanges Initiative